# Laura Vandervoort
Pour les articles homonymes, voir Vandervoort.
Cet article possède un paronyme, voir Alexandra Vandernoot.
Laura Vandervoort est une actrice canadienne née le 22 septembre 1984 à Toronto, en Ontario, au Canada.
Elle débute dans la série télévisée Ma vie de star (2004-2008), un teen drama musical canadien, puis, elle est révélée, au grand public, dans le rôle de Kara Zor-El / Supergirl dans la série fantastique Smallville.
Au cinéma, elle participe à des longs métrages comme The Lookout (2007), Bleu d'enfer 2 : Le Récif (2008), Damage (2009).
Elle joue ensuite une extraterrestre nommée Lisa dans la série de science fiction V (2009-2011) et incarne l'héroïne Elena Michaels (en) dans la série fantastique Bitten (2014-2016). Ce rôle lui permet d'être choisie pour incarner l'un des premiers rôles du blockbuster horrifique Jigsaw (2017).

## Biographie

### Enfance et formation
Laura Vandervoort est née et a grandi à Toronto, en Ontario, au Canada. Elle est la fille d'un père néerlandais et d'une mère canadienne.
Elle décide de devenir actrice à l'âge de sept ans lors de la sortie du film My Girl. « C'était la première fois que j'avais vu un film à cette époque qui avait tellement de profondeur et d'émotion. Cela m'a affecté. La première fois que j'ai pleuré pendant un film. Cela m'a donné envie d'explorer ce monde », déclare Vandervoort,.
Malgré sa timidité, elle commence sa carrière à l'âge de treize ans en travaillant en coulisses sur des séries télévisées canadiennes puis sur des publicités. Dans sa jeunesse, elle est impliquée dans plusieurs sports tels le football, le karaté et le basketball. Après des cours d'acteur, Vandervoort obtient ses premiers rôles avec des dialogues dans les séries Chair de poule et Fais-moi peur !.

### Carrière

#### Débuts remarqués

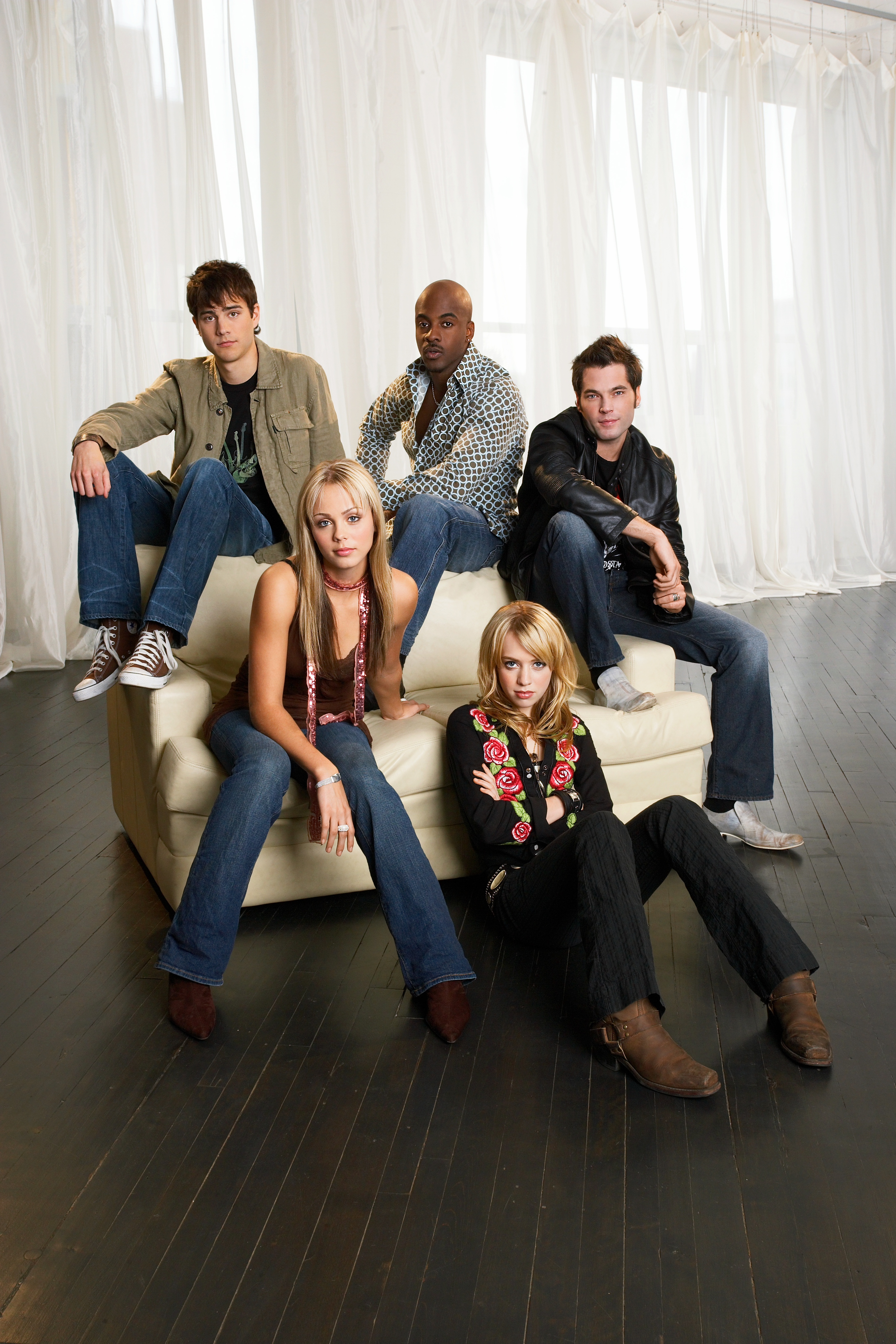
Vandervoort et la distribution de la série télévisée Ma vie de star.

Elle commence sa carrière, par plusieurs apparitions en tant qu'invitée dans des séries comme Mutant X, Doc ou Sue Thomas, l'œil du FBI, ou un rôle dans le téléfilm familial Chasseurs de vampire, qui lui vaut une citation pour le Young Artist Awards de la meilleure interprétation par une jeune actrice dans un téléfilm comique.
En 2004, l'actrice obtient l'un des rôles principaux de Ma vie de star. Elle est alors âgée de dix-neuf ans et étudie la psychologie et l'anglais à l'Université York, où elle en sort diplômée. Ma vie de star est une série sentimentale, du genre teen drama, qui suit le quotidien de jeunes évoluant dans le milieu de la musique, durant quatre saisons, jusqu'en 2008.
Parallèlement au tournage de cette série, elle joue un second rôle dans le téléfilm du réseau Lifetime, Histoire trouble (2006) avec Jennifer Beals. L'année suivante, elle fait ses débuts au cinéma, dans le thriller porté par Joseph Gordon-Levitt, Jeff Daniels, Matthew Goode et Isla Fisher, The Lookout, qui malgré une bonne réception critique rencontre un échec au box-office.

#### Révélation télévisuelle

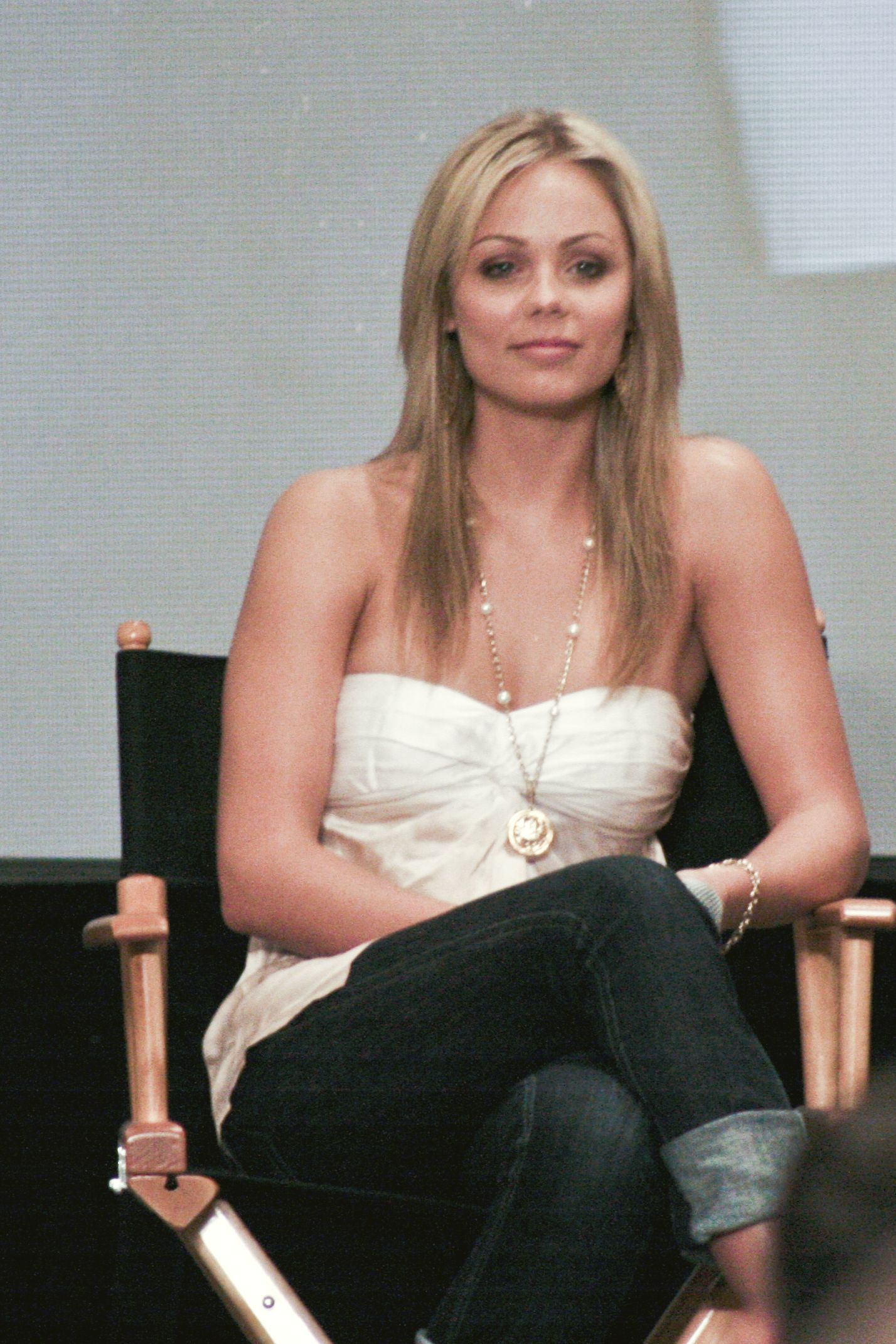
L'actrice photographiée en avril 2008.

En juillet 2007, Laura Vandervoort est annoncée dans le rôle de Kara Zor-El / Supergirl, la cousine de Superman, dans la septième saison de la série Smallville,. Ce rôle lui permet d'être révélée à un plus large public et également d'explorer sa peur des caméras, malgré l'intimidation qu'elle ressent à travailler avec Tom Welling, l'interprète du rôle principal.
Tandis que l'actrice espérait être de retour pour une autre saison, sa présence fut réduite, malgré l'envie des producteurs, car l'histoire devait rester centrée sur Clark Kent. Elle reprendra tout de même son rôle, le temps d'un épisode, dans la huitième saison et durant deux épisodes de la dixième et ultime saison de la série.
En 2009, Vandervoort obtient le premier rôle féminin du film directement sorti en vidéo, Bleu d'enfer 2 : Le Récif. Elle participe ensuite à un film indépendant intitulé The Jazzman et incarne le premier rôle féminin du film d'action Damage aux côtés de Stone Cold Steve Austin et Walton Goggins.
En mars 2009, elle est annoncée dans le rôle de Lisa, une jeune et jolie extraterrestre, dans la série de science-fiction V, un remake de la franchise du même nom. Malgré un certain intérêt de la part des critiques ainsi que quelques citations lors de cérémonies de remises de prix, la série est annulée, en mai 2011, après deux saisons, faute d'audiences.

#### Films indépendants et téléfilms

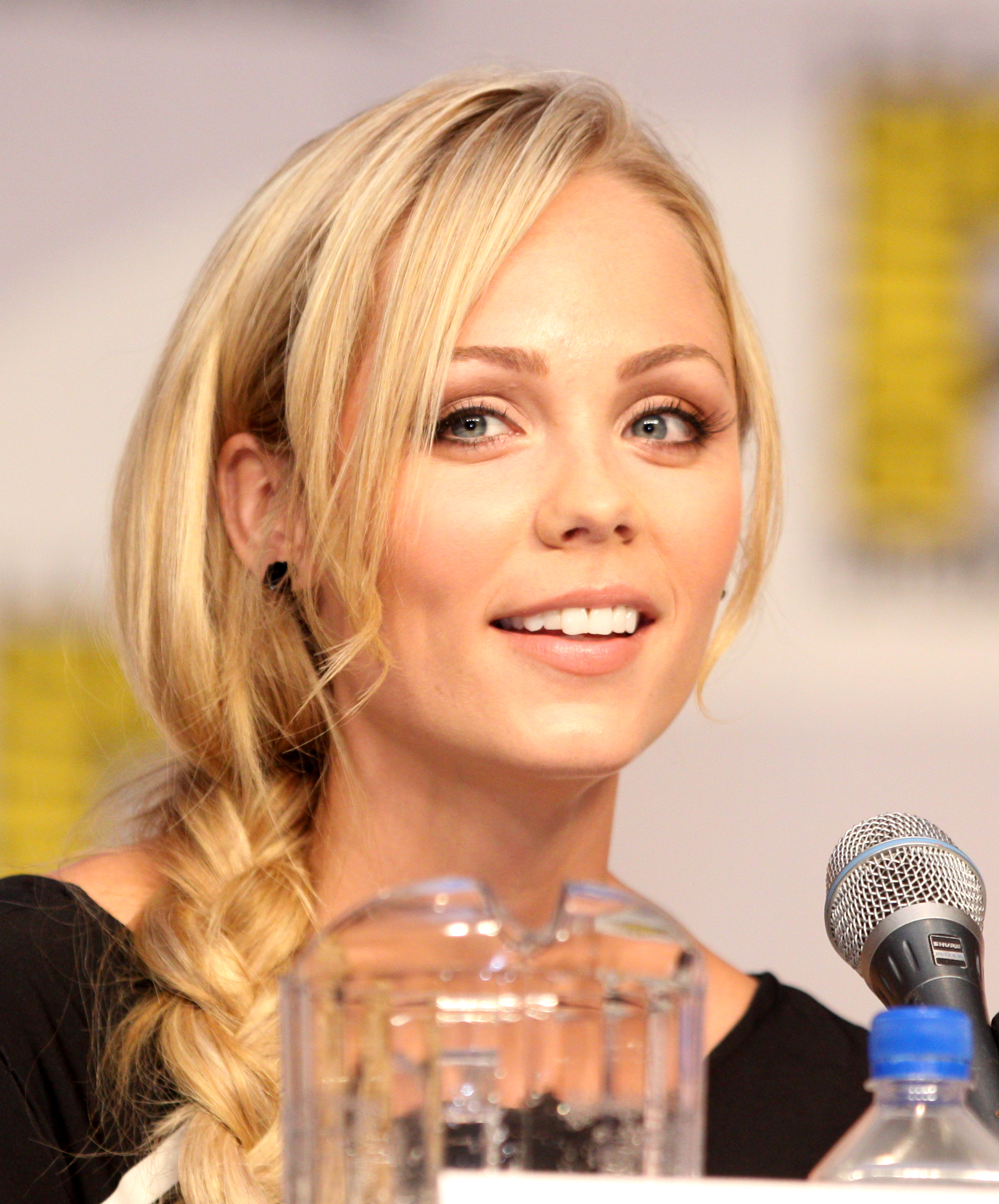
Lors du Comic-Con de San Diego, en 2010, pour la promotion de la série télévisée V.

En 2011, Laura Vandervoort prête sa voix au personnage de Mary Jane Watson pour le jeu vidéo d'action Spider-Man : Aux frontières du temps. Cette même année, elle partage la vedette du thriller Haute Tension aux côtés de Kevin Zegers et Ray Liotta et joue le rôle principal du téléfilm de noël, Sous le charme du Père Noël (en) avec Nick Zano.
En 2012, elle poursuit à la télévision, en intervenant dans un épisode de FBI : Duo très spécial, puis en étant la vedette de deux téléfilms. D'abord, le thriller Ma vie au bout du fil qui l'oppose à Shawn Roberts, puis elle renoue avec l'unitaire centré sur le thème de Noël en occupant le rôle principal d'À la recherche de madame Noël. Au cinéma, elle se contente de petits rôles comme dans la comédie romantique d'action mal reçue, Target, portée par le trio Reese Witherspoon, Chris Pine et Tom Hardy et le potache Ted, qui rencontre, a l’inverse, un franc succès.
Entre 2013 et 2014, l'actrice continue d'alterner petit et grand écran. Elle joue les guest-star le temps d'un épisode des Experts : Manhattan, puis elle joue dans les comédies indépendantes Cubicle Warriors et Le Choix du cœur. Elle prête également sa voix à un personnage de la série d'animation Captain Canuck.

#### Retour télévisuel remarqué

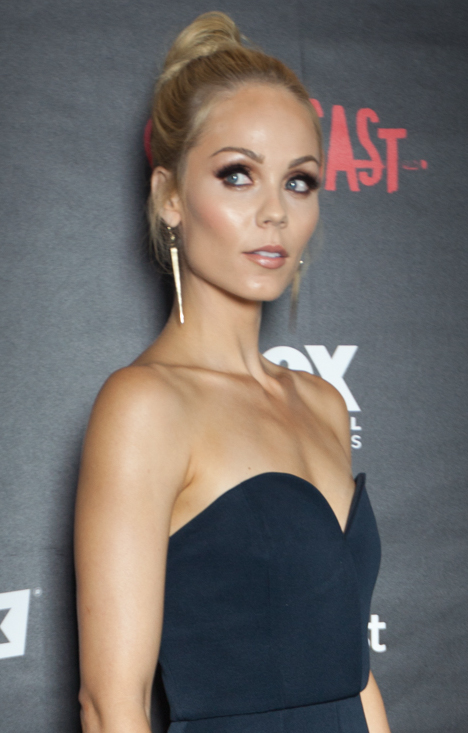
Sur un tapis rouge, en juillet 2015.

Elle revient au premier plan, en devenant l'héroïne de la série fantastique Bitten, basée sur la série de romans Les Femmes de l'Autremonde (Women of the Otherworld) de Kelley Armstrong. Ce show qui mélange romance et action, suit Elena Michaels, l’unique femelle loup-garou au monde. En 2016, en dépit de critiques plutôt positives ainsi qu'une citation pour l'actrice au Golden Maple Awards de la meilleure actrice dans une série télévisée, la série est finalement annulée à l'issue de la troisième saison.
L'actrice rebondit rapidement et renoue avec le genre qui a fait sa popularité, en étant invitée à rejoindre la série fantastique Supergirl. Elle incarne, pour trois épisodes, le personnage d'Indigo, un superordinateur humanoïde présent dans les BD.
En 2017, Laura Vandervoort revient au cinéma en décrochant l'un des rôles principaux de l’attendu 8e film de la série de films d'horreur Saw, Jigsaw,. L'année suivante, elle rejoint Ian Somerhalder dans la distribution principale de la série télévisée fantastique V Wars, adaptée des romans écrit par Jonathan Maberry, de 2012 à 2016. Ce show raconte l'histoire de Michael Faune, une victime d'une étrange maladie qui le transforme en vampire,. Diffusée en fin d'année 2019, la série est annulée au bout d'une seule saison.
Avant cela, elle porte le film d'horreur et de science fiction indépendant Rabid. Cette production est présentée au festival Frighfest Film, en août 2019. Il s'agit d'un remake du film du même nom sorti en 1977.

## Vie privée
Quelques semaines après sa naissance, Laura Vandervoort contracte la méningite durant plusieurs mois mais parvient à battre la maladie. À l'âge de dix-huit ans, où elle pratique les arts martiaux, l'actrice obtient sa ceinture noire de deuxième degré. Elle a une sœur nommée Sarah, et est proche de l'acteur canadien Gordon Pinsent qu'elle considère comme un mentor.
Depuis sa première apparition en tant que Kara Zor-El / Supergirl dans la série Smallville, Vandervoort participe à plusieurs conventions de fans. Elle définit celles-ci comme « toutes aussi importantes pour moi que pour les fans »,.
Laura Vandervoort (30 ans) et Oliver Trevena (33 ans), acteur et présentateur britannique, étaient en couple depuis la mi-2013 avant de se fiancer le 31 décembre 2013. Il avait fait sa demande au cours d'une visite romantique dans un château en Angleterre. Le couple a cependant rompu ses fiançailles avant les vacances d'hiver. Auparavant, Laura a entretenu une liaison avec l'acteur canadien Corey Sevier (Smallville)

### Philanthropie
En octobre 2011, l'actrice pose pour l'association de défense des animaux PETA dans le cadre de la campagne nommée « Exotic Skins ». Cette dernière vise à sauver les reptiles contre l'industrie de la mode, où Vandervoort ressemble à un reptile grâce à de la peinture corporelle.
Elle pose de nouveau en avril 2014, pour la même association, afin de protester contre la conservation des mammifères marins en captivité. Vandervoort participe à cette nouvelle campagne à la suite du visionnage du film documentaire Blackfish sorti en 2013. Elle y est représentée flottant dans un petit réservoir d'eau à côté d'une affiche « Welcome to SeaWorld ».

## Filmographie

### Cinéma

#### Longs métrages
- 2007 : The Lookout de Scott Frank : Kelly
- 2008 : Bleu d'enfer 2 : Le Récif (Into the Blue 2: The Reef) de Stephen Herek : Dani White (directement sorti en vidéo)
- 2009 : The Jazzman de Josh Koffman : Sara
- 2010 : Damage de Jeff F. King : Frankie
- 2011 : Haute Tension (The Entitled) de Aaron Woodley (en) : Hailey Jones
- 2012 : Target (This Means War) de McG : Britta
- 2012 : Ted de Seth MacFarlane : Tanya
- 2013 : Cubicle Warriors de Jeff Stephenson : Jessica
- 2017 : Jigsaw de Michael et Peter Spierig : Anna
- 2019 : Rabid de Jen Soska et Sylvia Soska : Rose (productrice consultante)
- 2021 : See for Me de Randall Okita : Debra

#### Court métrage
- 2018 : Unspeakable de Milena Govich : Kelsi Deguire (également productrice associée)
- 2019 : Age of Dysphoria de Jessica Petelle : Fin (également productrice exécutive et scénariste)

### Télévision

#### Téléfilms
- 1999 : Penny's Odyssey d'Alan Goluboff : Tanya
- 2000 : Un match au sommet (en) (Alley Cats Strike) de Rod Daniel : Lauren
- 2000 : Chasseurs de vampire (Mom's Got a Date with a Vampire) de Steve Boyum : Chelsea Hansen
- 2004 : Prom Queen de John L'Ecuyer : une fille (non créditée)
- 2005 : Falcon Beach de Bill Corcoran : Ashley
- 2006 : Histoire trouble (Troubled Waters) de John Stead : Carolyn
- 2009 : Out of Control (Hors de contrôle) de Jean-Claude Lord : Marcie Cutler
- 2010 : Riverworld : le monde de l'éternité (Riverworld) de Stuart Gillard : Jessie Machalan
- 2011 : Sous le charme du Père Noël (en) (Desperately Seeking Santa) de Craig Pryce : Jennifer Walker
- 2012 : Ma vie au bout du fil (Broken Trust) de Ron Oliver : Sophie Anderson
- 2012 : À la recherche de Madame Noël (Finding Mrs. Claus) de Mark Jean : Noelle
- 2014 : Le Choix du cœur (Coffee Shop) de Dave Alan Johnson : Donavan
- 2020 Téléfilm "Une âme sœur pour Noël" de Justin G Dyck : Molly Cooper

#### Séries télévisées
- 1997-1998 : Chair de poule (Goosebumps) : Sheena Deep / Nadine Platt (3 épisodes)
- 2000 : Destins croisés (Twice in a Lifetime) : Misty Reynolds (1 épisode)
- 2000 : Fais-moi peur ! (Are You Afraid of the Dark?) : Ashley Fox (1 épisode)
- 2001 : Mutant X : Tina (1 épisode)
- 2002 : The Gavin Crawford Show (en) : la fille (1 épisode)
- 2004 : Doc : Annis Bennington (1 épisode)
- 2004-2008 : Ma vie de star (Instant Star) : Sadie Harrison (rôle principal, 52 épisodes)
- 2005 : 72 Hours: True Crime (en) : Leanne (1 épisode)
- 2005 : Sue Thomas, l'œil du FBI (Sue Thomas: F.B.Eye) : Gabbie (1 épisode)
- 2007 : Dresden, enquêtes parallèles (The Dresden Files) : Natalie (1 épisode)
- 2007-2011 : Smallville : Kara Zor-El / Supergirl (rôle récurrent, 23 épisodes)
- 2007 : Les Experts (CSI: Crime Investigation) : Miss Tangiers (1 épisode)
- 2009 : V : Lisa (rôle principal, 22 épisodes)
- 2010-2011 : Les Griffin (Family Guy) : Bridgit / Jenny (voix originale, 2 épisodes)
- 2012 : FBI : Duo très spécial (White Collar) : Sophie Covington (1 épisode)
- 2013 : Haven : Arla Cogan (2 épisodes)
- 2013 : Les Experts : Manhattan (CSI: NY) : Macy Sullivan (1 épisode)
- 2013-2014 : Captain Canuck : Bluefox (voix, 4 épisodes)
- 2014-2016 : Bitten : Elena Michaels (en) (rôle principal, 33 épisodes)
- 2015 : Ballers (série télévisée) : Sarah (1 épisode)
- 2016 : Supergirl : Indigo / Brainiac 8 (en) (3 épisodes)
- 2016 : Private Eyes : Dana (1 épisode)
- 2017 : Frankie Drake Mysteries : Sofia Devoe (1 épisode)
- 2016 - 2017 : Con Man (en) : Finley Farrow (3 épisodes)
- 2018 : Ice (en) : Tessa Pryor[37] (rôle récurrent, 5 épisodes)
- 2018 - 2019 : Private Eyes : Dana Edson (2 épisodes)
- 2019 - 2020 : V Wars : Mila Dubov (rôle régulier, 6 épisodes)

- 2021 : Handmaid’s tale : contact mayday de la maison close (Saison 4, épisode 2)

### Clips
- 2015 : Ruthless Love d'Alexz Johnson[38]

### Jeux vidéo
- 2011 : Spider-Man : Aux frontières du temps : Mary Jane Watson (voix originale)

## Distinctions

### Récompenses
- Queen Palm International Film Festival 2019 : meilleure actrice dans un court métrage pour Unspeakable[39]

### Nominations
- Young Artist Awards 2001 : meilleure jeune actrice dans un téléfilm pour Chasseurs de vampire[40]
- Golden Maple Awards (en) 2016 : meilleure actrice dans une série télévisée diffusée aux États-Unis pour Bitten[41]

## Voix francophones
En France, Barbara Beretta est la voix française la plus régulière de Laura Vandervoort depuis Smallville en 2007.
Au Québec, Catherine Proulx-Lemay l'a doublée deux fois.
En France
| - Barbara Beretta dans : - Smallville (série télévisée) - Bleu d'enfer 2 - Riverworld : le monde de l'éternité (téléfilm) - Sous le charme du Père Noël (en) - FBI : Duo très spécial (série télévisée) - Les Mystères de Haven (série télévisée) - Jigsaw - Private Eyes (série télévisée) - V Wars (série télévisée) - Une âme sœur pour Noël (téléfilm) | - Noémie Orphelin dans : - V (série télévisée) - Ma vie au bout du fil - À la recherche de Madame Noël (téléfilm) Et aussi - Sophie Planet dans Haute Tension - Nathalie Gazdik dans Les Experts : Manhattan (série télévisée) - Laura Préjean dans Supergirl (série télévisée) |

Au Québec
| - Catherine Proulx-Lemay dans : - Ma vie de star - Décadence : L'Héritage | Et aussi - Émilie Bibeau dans Hors de contrôle - Annie Girard dans Bitten |